# Gran Premi d'Espanya de motociclisme de 2006
El Gran Premi d'Espanya de motociclisme de 2006 va ser la primera prova del Campionat del Món de motociclisme de 2006.

## Resultats

### MotoGP
| Pos. | N.º | Pilot             | Constructor | Voltes | Temps     | Graella | Punts |
| ---- | --- | ----------------- | ----------- | ------ | --------- | ------- | ----- |
| 1    | 65  | Loris Capirossi   | Ducati      | 27     | 45:57,733 | 1       | 25    |
| 2    | 26  | Daniel Pedrosa    | Honda       | 27     | +4,375    | 5       | 20    |
| 3    | 69  | Nicky Hayden      | Honda       | 27     | +9,996    | 4       | 16    |
| 4    | 24  | Antoni Elías      | Honda       | 27     | +10,135   | 6       | 13    |
| 5    | 33  | Marco Melandri    | Honda       | 27     | +19,547   | 7       | 11    |
| 6    | 27  | Casey Stoner      | Honda       | 27     | +21,237   | 15      | 10    |
| 7    | 56  | Shin'ya Nakano    | Kawasaki    | 27     | +21,372   | 3       | 9     |
| 8    | 10  | Kenneth Roberts   | KR211V      | 27     | +32,414   | 13      | 8     |
| 9    | 21  | John Hopkins      | Suzuki      | 27     | +32,659   | 12      | 7     |
| 10   | 6   | Makoto Tamada     | Honda       | 27     | +35,983   | 16      | 6     |
| 11   | 5   | Colin Edwards     | Yamaha      | 27     | +37,930   | 10      | 5     |
| 12   | 71  | Chris Vermeulen   | Suzuki      | 27     | +39,514   | 11      | 4     |
| 13   | 7   | Carlos Checa      | Yamaha      | 27     | +42,829   | 14      | 3     |
| 14   | 46  | Valentino Rossi   | Yamaha      | 27     | +1:05,766 | 9       | 2     |
| 15   | 66  | Alex Hofmann      | Ducati      | 27     | +1:23,300 | 19      | 1     |
| 16   | 77  | James Ellison     | Yamaha      | 26     | +1 volta  | 18      |       |
| –    | 30  | José Luis Cardoso | Ducati      | 13     | –         | 17      |       |
| –    | 17  | Randy de Puniet   | Kawasaki    | 6      | –         | 8       |       |
| –    | 15  | Manuel Gibernau   | Ducati      | 2      | –         | 2       |       |